# 道化師殺人事件
道化師殺人事件（どうけしさつじんじけん）は1985年3月、『鍵穴殺人事件』に続く「ディスクミステリー第2弾」として、シンキングラビットから発売されたミステリーアドベンチャーゲーム。当初はPC-9801版が発売され、遅れてPC-8801、MZ-2500に移植、1988年にはBGMが追加されたX68000版が発売された。1990年代後半にはリバーヒルソフトから『ミントン警部の捜査ファイル「道化師殺人事件」』のタイトルで、セガサターン、PlayStation、Windows向けにリメイク版が発売された。

## ストーリー
時は1932年。イングランド南部の港町ブライトンにて巡業中のサーカス団で殺人事件が発生した。被害者は道化師のシャルル・デュボワ。被害者はシャワー室で背後から心臓をひと突きで殺害されていた。プレイヤーはロンドン警視庁（スコットランド・ヤード）から派遣された刑事となり、証拠を集めて容疑者を絞り込み、事件を解決しなければならない。

## 登場人物
- シャルル・デュボワ - 道化師。事件の被害者。
- マルタン・ルドック - もう一人の道化師。（声・古田信幸）
- メリー・マッコーラン - ブランコ乗り。殺人の第一発見者。（声・松井菜桜子）
- マーカス・ピグリィ - 奇術師。（声・菅原淳一）
- ハワード・フィルビー - 猛獣使い。（声・石丸博也）
- デュイ・ゼフール - サーカス団長。（声・筈見純）
- ジョセフ・マッコーラン - メリーの兄でナイフ投げ。
- ミントン警部（声・小野健一）

※声優はリメイク版のもの

## システム
ゲームはアドベンチャーゲームの初期のスタイルを踏襲しており、コマンド入力方式にて進行する。コマンド入力は英語と日本語両方に対応し、日本語の場合「名刺＋動詞」のほか「名詞＋助動詞＋動詞」でも入力を受け付ける。

## 移植版
- X68000版 - FDD2枚組み。FM音源によるBGMが追加され、フルカラー高解像度のグラフィックに描き直された
- プロジェクトEGG配信版（2023年4月17日現在配信終了）
  - 2016年1月19日 PC-9801版、定価990円
  - 2002年8月1日 PC-8801版、定価770円
  - 2004年2月21日 X68000版、定価880円

## リメイク版
- セガサターン - 1997年10月30日 発売。コマンド入力方式からコマンド選択方式に変更された。マップ内の移動はカーソルキーにて行い、会話は音声によって行われる。マップのグラフィックはプリレンダリング3DCGによって描かれており、3D視点として360度周りを見渡すことができる。背景はロンドン郊外の町並みを再現しており[1]、人物はポリゴンではなく米田朗によるイラストで描かれている[2]。登場人物は50人以上。全てのセリフは声優によって吹き込まれている。容疑者を呼び出して尋問する時には、優しい態度から厳しい態度まで3通りの態度を選ぶことができる。[3]
- PlayStation - 1997年12月4日発売。内容はセガサターン版を踏襲。
- Windows95版 - 1997年12月4日発売。内容はセガサターン版を踏襲。

## 評価
徳間書店『サターンFAN』1997年20号の「サターンソフト インプレッション」では合計27点（満50点）となっており、「フラグ立てが多い」「移動速度が遅い」「字幕がない」などの否定的な評価が見られるが、ゲームの雰囲気やシナリオは肯定的な評価を得ている。

## 攻略本
- 『電撃攻略王 ミントン警部の捜査ファイル「道化師殺人事件」公式攻略ガイド』（1997年11月発売　メディアワークス）ISBN 978-4073074830